# Hydrocotyle cuatrecasasii
Hydrocotyle cuatrecasasii är en växtart i släktet Hydrocotyle och familjen araliaväxter.
Arten förekommer i departementet Caquetá i Colombia. Den beskrevs av Mildred Esther Mathias och Lincoln Constance 1951.